# 9073 Йосінорі
9073 Йосіно́рі (9073 Yoshinori) — астероїд головного поясу, відкритий 4 березня 1994 року.
Тіссеранів параметр щодо Юпітера — 3,594.
Названо на честь Йосінорі (яп. よしのり(芳規)).